# 磷酸二氢铵
磷酸二氫銨又稱磷酸一銨，是一種白色的晶體，分子式為NH4H2PO4，可溶於水，微溶于乙醇。加熱會分解成偏磷酸铵（NH4PO3），可用氨水和磷酸反應製成，主要用於製造肥料及灭火器。

## 外部連結
www.chemyq （页面存档备份，存于）（中文）